# 韩中杰
韩中杰（1920年—2018年4月3日），男，上海人，中国指挥家，中央音乐学院指挥系教授，曾任中国音乐家协会常务理事。